# Shizuo Yada
Shizuo Yada (jap. 矢田静雄 Yada Shizuo; ur. 18 stycznia 1948 w prefekturze Aichi) – japoński zapaśnik walczący w stylu wolnym. Olimpijczyk z Monachium 1972, gdzie odpadł w eliminacjach w kategorii 100 kg.
Odpadł w eliminacjach mistrzostw świata w 1970 i 1971. Srebrny medalista igrzysk azjatyckich w 1970 roku.